# Flavio Dalmazio (console 333)
Flavio Dalmazio, anche noto come Dalmazio il censore (latino: Flavius Dalmatius; ... – 337), fu un membro della dinastia costantiniana, console e censore dell'Impero romano nel 333.

## Biografia
Dalmazio era il figlio dell'imperatore Costanzo Cloro e di Massimiana Teodora, dunque fratello del console Giulio Costanzo e di Annibaliano e fratellastro dell'imperatore romano Costantino I.
Dalmazio passò la propria giovinezza a Tolosa; è probabile che anche i suoi due figli, Dalmazio e Annibaliano, siano nati nella città gallica. A metà degli anni 320, Dalmazio tornò a Costantinopoli, alla corte di Costantino. Nel 333 fu nominato console e censore.
Ad Antiochia Flavio ebbe la responsabilità della sicurezza dei confini orientali dell'impero. Durante questo periodo esaminò il caso di Atanasio di Alessandria, oppositore dell'arianesimo, accusato dell'omicidio del vescovo meleziano di Ipseli, Arsenio. Nel 334 Dalmazio soppresse la rivolta di Calocaerus, che si era proclamato imperatore a Cipro, mentre l'anno seguente mandò alcuni soldati al concilio di Tiro per salvare la vita di Atanasio.
Alla morte di Costantino, nel maggio 337, seguì la successione dei suoi figli, che tennero lontano dal potere, contrariamente alla volontà paterna, Dalmazio figlio e Annibaliano. La famiglia imperiale fu vittima di una purga, che colpì anche Dalmazio e i suoi figli, i quali furono giustiziati nella tarda estate del 337.